# مریلو هنر

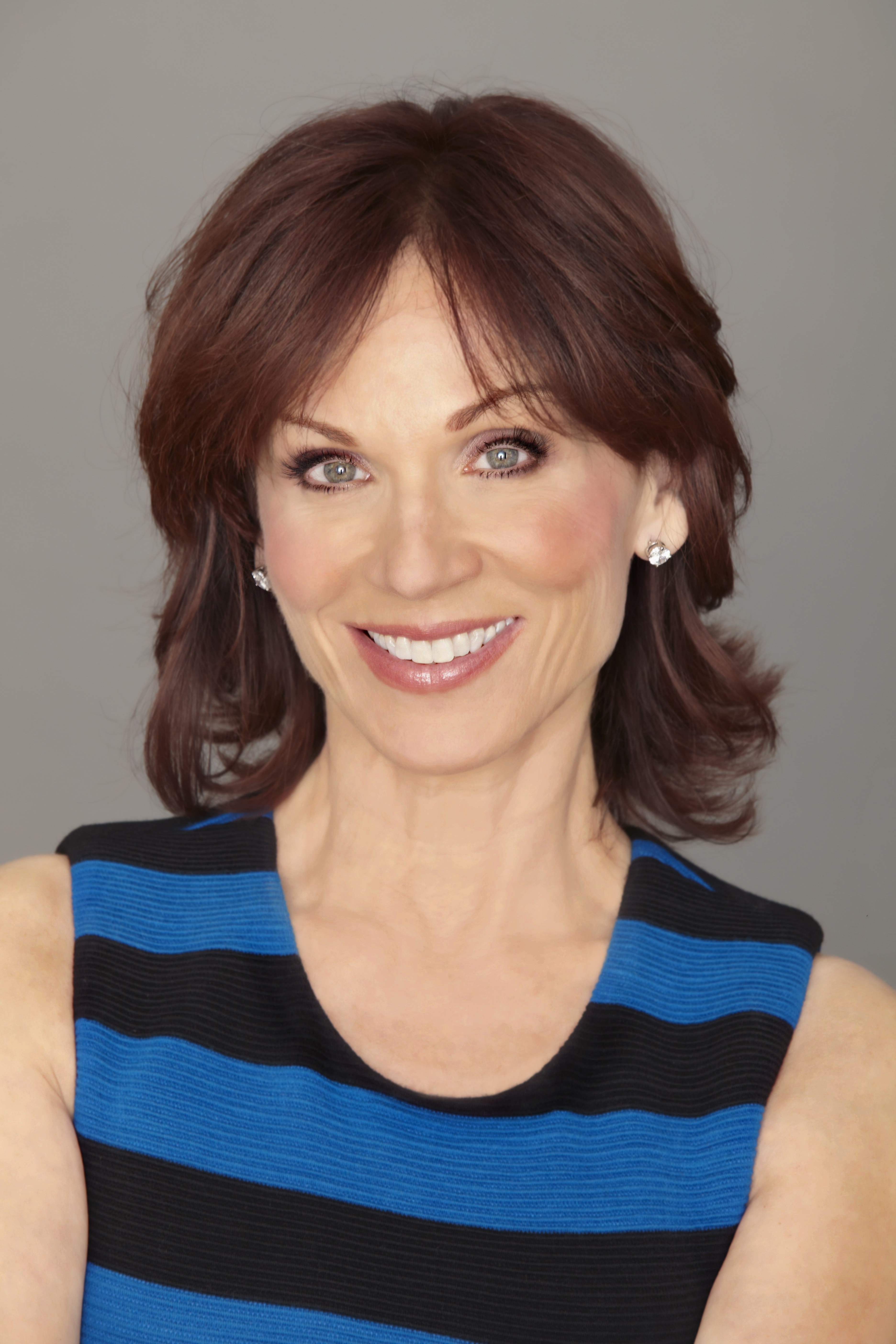
هنر در سال ۲۰۱۱

مِری لوسی دنیس "مِریلو" هِنـِر (انگلیسی: Mary Lucy Denise "Marilu" Henner؛ زادهٔ ۶ آوریل ۱۹۵۲) یک نویسنده، تهیه‌کننده و هنرپیشه اهل ایالات متحده آمریکا است.
وی برای ایفای نقش در سریال کمدی تاکسی (۱۹۸۳–۱۹۷۸) پنج‌بار نامزد جایزه گلدن گلوب شد.

## فیلم‌شناسی

### سینما
- مردی که زن‌ها را دوست داشت (۱۹۸۳)
- مسیر کاننبال ۲ (۱۹۸۴)
- جانی خطرناک (۱۹۸۴)
- کمال (۱۹۸۵)
- داستان ال.ای (۱۹۹۱)
- سروصدای پشت صحنه (۱۹۹۲)
- مرد روی ماه (۱۹۹۹)
- خون‌آشام‌ها (۲۰۱۲)
- همت (Hammett)
- تقلید (۲۰۲۰)

### تلویزیون
- تاکسی (۱۹۸۳–۱۹۷۸)
- آلفرد هیچکاک تقدیم می‌کند (۱۹۸۵)
- بتمن: مجموعه پویانمایی (۱۹۹۵–۱۹۹۳)
- زندگی با فرن (۲۰۰۵)
- بخش فوریت‌های پزشکی (۲۰۰۹)
- آناتومی گری (۲۰۱۱)
- دو مرد و نصفی (۲۰۱۳)
- بروکلین نه-نه (۲۰۱۴)
- رقص با ستارگان (۲۰۱۶)